# Oliver Stone
Pour les articles homonymes, voir Stone.
Oliver Stone [ˈɑlɪvɚ stoʊn] est un réalisateur, scénariste, documentariste, producteur de cinéma et acteur américain, né le 15 septembre 1946 à Manhattan, dans la ville de New York. Il a également la nationalité française. Il a reçu trois Oscars du cinéma : meilleur scénario adapté pour Midnight Express en 1978, meilleur réalisateur pour Platoon en 1986, et meilleur réalisateur pour Né un 4 juillet en 1989.
Sa jeunesse est marquée par son expérience dans la guerre du Viêt Nam en 1967-1968 comme soldat de la 25e division d'infanterie où il est blessé deux fois au combat. Pour son engagement, il reçoit de nombreuses décorations telles que la Bronze Star avec le « V » Device pour bravoure, le Purple Heart avec feuilles de chêne, la médaille du service de la défense nationale, et la médaille du service au Viêt Nam avec étoile en argent. Cet épisode constituera la base de sa carrière ultérieure de cinéaste en lui permettant de représenter avec réalisme la brutalité de la guerre.
Il commence sa carrière cinématographique en écrivant des scénarios tels que ceux de Midnight Express (1978), pour lequel il remporte l'Oscar du meilleur scénario adapté, Conan le Barbare (1982) et Scarface (1983). Il se fait ensuite connaître comme réalisateur pour ses films sur la guerre du Viêt Nam comme Platoon (1986), qui reçoit quatre Oscars dont celui de meilleur film et meilleur réalisateur, et Né un 4 juillet (1989), qui lui vaut un deuxième Oscar du meilleur réalisateur. Il est aussi connu pour Salvador (1986), Wall Street (1987) et sa suite Wall Street : L'argent ne dort jamais (2010), The Doors (1991), JFK (1991), Entre ciel et terre (1993), Tueurs nés (1994), Nixon (1995), L'Enfer du dimanche (1999), W. : L'Improbable Président (2008) et Snowden (2016).
De nombreux films de Stone se concentrent sur des questions politiques américaines controversées et, en tant que telles, font polémique au moment de leur sortie. Il critique la politique étrangère américaine, qu'il considère comme motivée par des agendas nationalistes et impérialistes, et approuve les hommes politiques Hugo Chávez et Vladimir Poutine, ce dernier ayant fait l'objet de Conversations avec monsieur Poutine (2017). Comme ses sujets, Stone est une figure controversée du cinéma américain, certains critiques l'accusant de promouvoir les théories du complot,,,,.

## Biographie

### Jeunesse et formation
Né le 15 septembre 1946 à New York, dans l'arrondissement de Manhattan, il est l'unique enfant de Louis Stone (né Abraham Louis Silverstein), un financier de Wall Street, qui lui inspirera plus tard le film Wall Street  et de Jacqueline Pauline Goddet (1921-2015), une Française de confession catholique (ce qui explique l'aisance d'Oliver Stone en français). Celle-ci, âgée de 24 ans et d'une famille modeste, rencontre Louis Stone à Paris peu après la fin de la Seconde Guerre mondiale en Europe, alors que celui-ci est officier chargé des finances dans le cabinet du général Dwight D. Eisenhower. Ils se marient en novembre 1945 et partent pour New York. Oliver est élevé dans des conditions privilégiées même si, en raison des nombreux voyages de sa mère en France, une baby-sitter remplace le plus souvent ses deux parents. Le couple finit par divorcer, chose qui sera longtemps difficilement acceptée par leur fils.
Oliver Stone entame des études à Yale, où il fréquente George W. Bush, tout en y faisant preuve d'esprit « aventurier et provocateur ».
Il écrit un manuscrit, rejeté par une demi-douzaine d'éditeurs, et décide alors sur un coup de tête de s'engager dans l'armée.

### Volontaire au Viêt Nam (1967-1968)
En avril 1967, Oliver Stone décide de s'engager comme volontaire dans l'armée américaine et de prendre part à la guerre du Viêt Nam. Engagé dans l'infanterie, Oliver Stone effectue ses classes à Fort Jackson en Caroline du Sud, avant d'être envoyé au Viêt Nam le 14 septembre 1967. Il se fait alors appeler Bill, le prénom Oliver faisant trop efféminé auprès du corps militaire.
Il sert tout d'abord sur le front au sein de la 2e section de la compagnie B du 3e bataillon du 22e régiment d'infanterie de la 25e division d'infanterie, du 27 septembre 1967 au 23 février 1968. Puis, du 24 février au 12 avril 1968, il est renvoyé à l'arrière et temporairement affecté à Saïgon, à la compagnie C du 52e régiment d'infanterie : cette compagnie est alors à la disposition du 716e bataillon de police militaire (MP). Il rejoint ensuite de nouveau le front en étant affecté, du 18 avril au 23 mai 1968, à la compagnie E du 52e régiment d'infanterie : cette compagnie, rattachée à la 1re division de cavalerie, est spécialisée dans la reconnaissance en profondeur (long-range reconnaissance patrol). Enfin, du 29 mai au 13 novembre 1968, il sert à la troupe D du 1er escadron du 9e régiment de cavalerie de la 1re division de cavalerie, à la frontière cambodgienne. Le 1er escadron du 9e de cavalerie, dont les hommes étaient surnommés « The Headhunters », est l'une des unités les plus célèbres et les plus décorées de la guerre du Viêt Nam, et elle a été immortalisée par Francis Ford Coppola dans Apocalypse Now (scène de l'assaut héliporté au son de la Walkyrie).
Ayant été blessé à deux reprises durant son séjour au Viêt Nam, il termine son service en novembre 1968, et rentre aux Etats-Unis décoré de la Purple Heart et de la Bronze Star. Au Viêt Nam, il développe l'aspect visuel de ses futurs films, ayant expérimenté pendant le conflit ses talents de photographe. Le conflit l'affecte durablement et influence son cinéma, Oliver Stone privilégiant les thèmes portant sur la violence contemporaine et les liens de celle-ci à l'État.

### Débuts dans le cinéma (années 1970)
Oliver Stone reprend ses études et se tourne vers le cinéma, sa pension militaire lui permettant de payer les frais de scolarité. Il intègre l'université de New York. Il y rencontre Lloyd Kaufman, fondateur de la société Troma Entertainment, spécialisée dans le film d’horreur, et surtout, Martin Scorsese, qui devient son professeur, lui conseillant de puiser dans son expérience personnelle et sa vie pour écrire. Dès lors, il se concentre sur l’épisode marquant de sa jeune vie : la guerre du Viêt Nam. Ainsi, il sort de l’université diplôme en poche grâce à son très remarqué film de fin d’année, un court-métrage de 11 minutes intitulé Last Year in Viet Nam, pour lequel le félicite Martin Scorsese. Dès lors, il expérimente le cinéma en diversifiant ses méthodes d’écriture et de réalisation et en passant tour à tour du rôle de réalisateur à celui de producteur et même d'acteur.

### Révélation et consécration (années 1980)

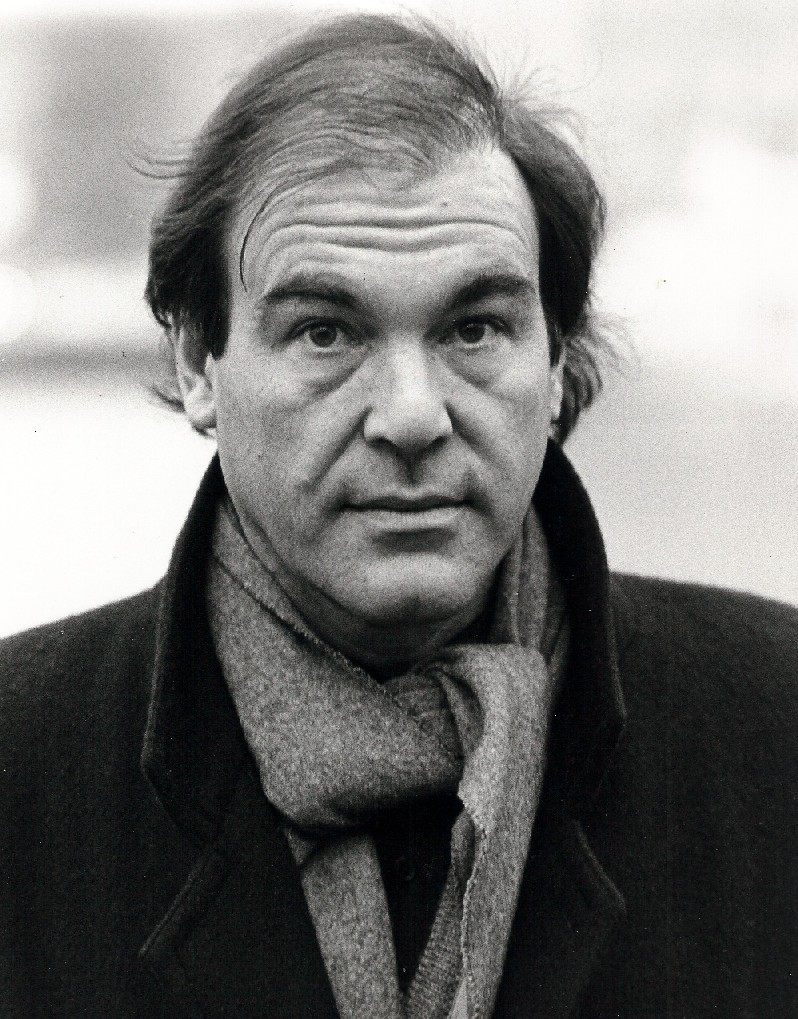
Le cinéaste en 1987.

Oliver Stone débute réellement en tant que scénariste : il écrit en outre durant sa carrière tous les scénarios de ses œuvres (mis à part U-Turn). Il écrit des scripts stylisés qui plaisent aux producteurs et se trouve ainsi au générique de films des plus grands réalisateurs : Brian De Palma pour Scarface, Alan Parker pour Midnight Express et Evita ou encore Michael Cimino pour L'Année du dragon.
Oliver Stone réalise quelques séries B d’horreur comme La Main du cauchemar, puis apparaît sous le feu des projecteurs en 1986 avec deux films retentissants et contestataires : Salvador et Platoon. Ce dernier remporte quatre Oscars en 1987 dont ceux du meilleur film et du meilleur réalisateur. Il s'agit du premier opus de sa trilogie sur le Viêt Nam avec Né un 4 juillet et Entre Ciel et Terre quasi autobiographiques. Né un 4 juillet lui vaut en 1990 un nouvel Oscar pour sa réalisation et la reconnaissance de ses pairs.

### Films biographiques et documentaires (années 1990-2000)

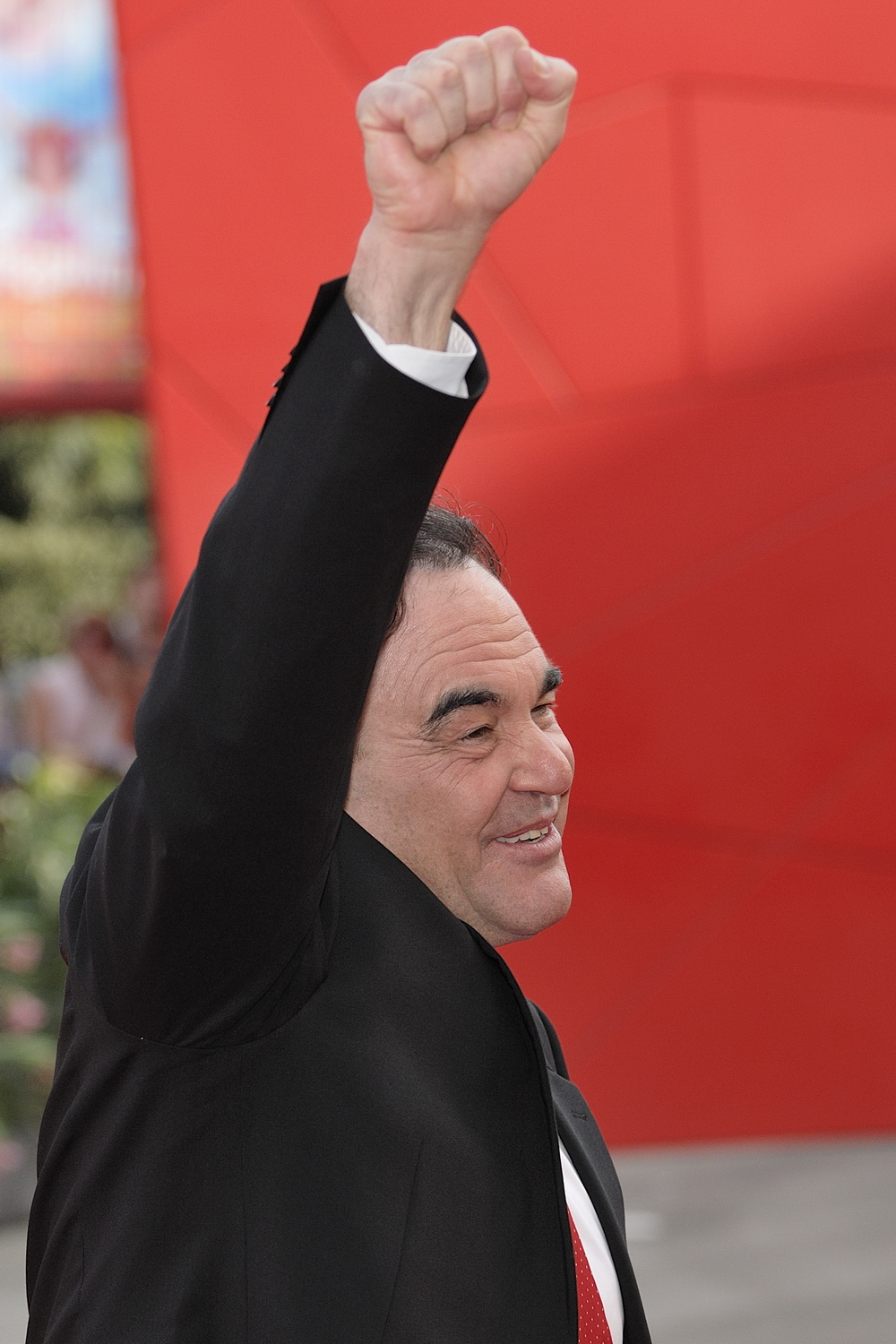
A la 66e Mostra de Venise, en septembre 2009, pour la présentation du documentaire South of the border.

Oliver Stone égratigne ainsi maints éléments de la société civile et militaire : les yuppies dans Wall Street, l’État dans Né un 4 juillet ou encore la CIA et le complexe militaro-industriel dans JFK.
Oliver Stone s'intéresse ensuite au dopage dans le milieu du sport avec son film axé sur le football américain L'Enfer du dimanche. Il marque ensuite une pause par la réalisation de deux documentaires, l’un sur la Palestine et Yasser Arafat (Persona non grata) et un autre très controversé sur Fidel Castro (Comandante). Ce documentaire est une synthèse de 30 heures d’interviews entre Stone, grand admirateur du dirigeant cubain, et Fidel Castro. Diffusé en mai 2003 sur les écrans américains, il a dû être remonté à cause de la pression des anti-castristes.
Enfin, Oliver Stone repart avec de nouveaux films : le film épique Alexandre en 2005 qui, fort d’un budget de plus de 150 millions d’euros, n’a pas trouvé son public et reste pour Stone un échec, lui qui voulait réaliser le plus grand film de sa carrière[réf. souhaitée]. Il s’attaque de nouveau à un sujet brûlant concernant les États-Unis, les attentats terroristes du 11 septembre 2001. Longtemps baptisé The 11 September’s Oliver Stone Project, le film prend le nom de World Trade Center et se focalise sur les secours déployés par les autorités durant ces attentats et les pompiers en particulier.
Après JFK et Nixon, il s'intéresse à George W. Bush dans W. : L'Improbable Président, sorti en 2008. Josh Brolin incarne le 43e Président des Etats-Unis. W. a rapporté 29 500 000 $ au box-office. Ces recettes sont jugées assez décevantes, au vu du budget du film de 25 100 000 $.

### Confirmation (années 2010)

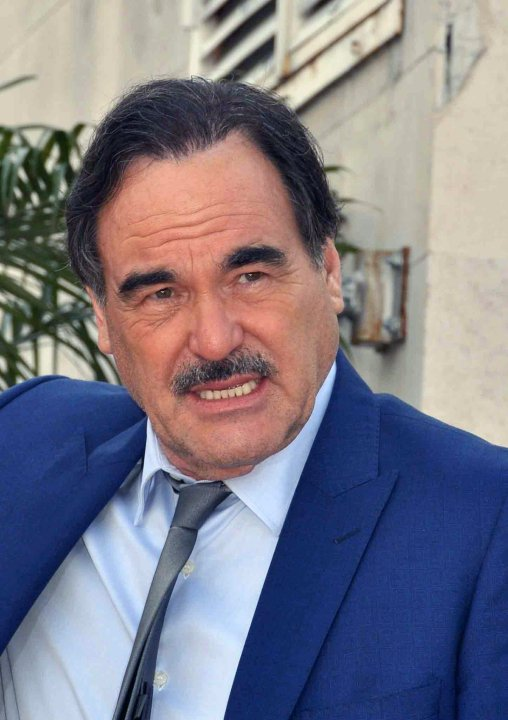
Oliver Stone au festival de Cannes 2010, pour Wall Street : L'argent ne dort jamais.

En 2010, Oliver Stone signe la suite de son Wall Street de 1987, intitulée Wall Street : L'argent ne dort jamais. Michael Douglas reprend son rôle de Gordon Gekko, alors que Shia LaBeouf incarne un jeune trader.
En 2012, il adapte un roman de Don Winslow, pour le film Savages. Taylor Kitsch, Blake Lively et Aaron Taylor-Johnson incarnent les membres d'un ménage à trois qui dealent de la marijuana. On retrouve également dans ce film John Travolta, Benicio del Toro et Salma Hayek.
En 2013, il réalise un spot publicitaire pour la Coupe du monde de football de 2014, où il apparaît lui-même aux côtés des footballeurs Radamel Falcao, David Luiz et Sergio Agüero.
En 2014, il prépare un film sur l'histoire du lanceur d'alerte Edward Snowden, sur la base du livre du journaliste Luke Harding (The Guardian), The Snowden Files : The Inside Story of the World's Most Wanted Man (en). Le tournage de Snowden débute en février 2015, et le film sort en 2016.
En 2017, il préside le jury du 22e Festival international du film de Busan.
Il réalise la même année Conversations avec monsieur Poutine, un film dans laquelle il s'entretient pendant près de quatre heures avec Vladimir Poutine. Le documentaire est fortement critiqué pour sa complaisance avec le Kremlin, Télérama écrivant qu'il ne « contredit jamais le maître du Kremlin, son héros, et lui laisse proférer de multiples mensonges » et qualifiant le film de « longue, très longue, hagiographie du maître du Kremlin ». Dans l'interview, Oliver Stone s'en prend à la politique étrangère des États-Unis en propageant des thèses contestées, que Télérama décrit comme « un festival complotiste ».

### Années 2020
Oliver Stone prolonge son long métrage JFK (1991) avec le documentaire JFK : L'Enquête (JFK Revisited: Through the Looking Glass). Il s'inspire du livre Destiny Betrayed: JFK, Cuba, and the Garrison Case de James DiEugenio, paru en 1992. Le film est présenté au festival de Cannes 2021.
Le cinéaste réalise ensuite un autre documentaire, Nuclear Now, présenté à la Mostra de Venise 2022. Il s'agit d'un film sur l'énergie nucléaire comme solution du réchauffement climatique. Il s'inspire de l'ouvrage A Bright Future: How Some Countries Have Solved Climate Change and the Rest Can Follow écrit par les scientifiques Staffan A. Qvist et Joshua S. Goldstein.

### Vie privée
Jacqueline Goddet, la mère d'Oliver, meurt le 28 avril 2015, à l'âge de 93 ans, à Indian Wells.
Oliver Stone se marie à trois reprises : d'abord avec Najwa Sarkis de 1971 à 1977, puis avec Elizabeth Burkit Cox de 1981 à 1993, avec laquelle il a deux fils (dont Sean Stone), et enfin avec Sun-jung Jung, une Sud-Coréenne, avec laquelle il a une fille.

## Prises de position et controverses

### Sur la politique américaine
Durant sa jeunesse, il est de son propre avis « très conservateur, anti-Castro, anti-Kennedy, pro-Nixon ».
Déjà critiqué en 1992 par certains médias américains à cause de ses vues sur l’assassinat de John F. Kennedy, Oliver Stone et Time Warner sont même attaqués en justice pour les crimes suscités par Tueurs nés (en) mais l'affaire est classée.
Il apporte son soutien à Julian Assange, Chelsea Manning, Edward Snowden, Fidel Castro et Hugo Chavez.
Oliver Stone ne soutient ni Hillary Clinton ni Donald Trump à l'élection présidentielle américaine de 2016. Il déclare ne pas avoir le désir de réaliser de film sur Trump à la suite de la victoire de celui-ci, et ne pas être autant « fasciné par lui » que la majorité des gens. Quant à Clinton, Stone lui reproche principalement son agressivité dans les relations internationales, évoquant son rôle dans le soutien des États-Unis aux paramilitaires Contras (Nicaragua), les bombardements de l'OTAN en ex-Yougoslavie (Serbie et Kosovo), l'invasion de l'Irak et de l'Afghanistan, la destruction de l’État laïc libyen et les tentatives de changement de régime en Syrie. Il avait cependant soutenu Bernie Sanders dans la primaire démocrate.
En juillet 2023, il dit regretter d'avoir voté pour Joe Biden lors de l'élection présidentielle américaine de 2020, au cours d'un entretien avec le vidéaste complotiste Russell Brand. Il se justifie en déclarant qu'il « pourrait entraîner les États-Unis dans une voie «suicidaire», voire dans une confrontation avec la Russie de Vladimir Poutine ». Il l'accuse de ne pas avoir compris les causes de l'invasion de l'Ukraine par la Russie et d'être « trop manichéen ».

### Sur le mouvement zapatiste
En 2007, alors qu'il intervenait en Colombie pour la libération de trois otages des Forces armées révolutionnaires de Colombie (FARC, considérés comme terroriste par l'Union européenne et les États-Unis), il accuse le controversé chef d’État colombien Álvaro Uribe d'avoir délibérément fait échouer leur libération en faisant intensifier les opérations militaires dans le secteur. Il déclare par ailleurs au sujet des guérilleros qu'ils ne sont pas des terroristes mais « une armée de paysans semblable à celle d’Emiliano Zapata » et, tout en condamnant la pratique des enlèvements, les juge « héroïques de se battre et de mourir pour ce qu'ils pensent être juste ».
Oliver Stone participe également à une rencontre annuelle des soutiens du mouvement de révolution zapatiste du Chiapas.

### Sur la politique française
En avril 2017, Oliver Stone, qui détient également la nationalité française, signe avec Danny Glover, Noam Chomsky, Eve Ensler, Mark Ruffalo et Nancy Fraser une pétition de soutien à Jean-Luc Mélenchon pour l'élection présidentielle en France (« France: Please Don't Repeat Clinton vs. Trump Tragedy »).

### Sur la Russie
Dans son film L'Ukraine en feu, il est accusé de montrer « une version des événements adaptée au Kremlin » de la guerre russo-ukrainienne, reprenant le « récit russe sur la révolution ukrainienne Euromaïdan de 2014, la décrivant comme un coup d'État nationaliste orchestré par les États-Unis ». Conversations avec monsieur Poutine est lui aussi critiqué pour sa « complaisance envers le président russe ». En 2020, il choisit de se faire vacciner contre la Covid-19 avec le vaccin russe Spoutnik V, à l'encontre des recommandations sanitaires. Il est qualifié de « pro-russe » par Le Figaro et tient à plusieurs reprises des « propos élogieux [...] à l'endroit du président russe Vladimir Poutine ».
En 2022, il condamne l'invasion de l'Ukraine par la Russie mais renvoie dos à dos la Russie et les États-Unis pour la responsabilité du conflit. Il milite pour « le dialogue, la diplomatie ». Le 9 mai 2025, à Moscou, il assiste aux célébrations du 80ème anniversaire de la victoire russe sur l'Allemagne nazie.

## Filmographie

### Réalisateur

#### Courts métrages
- 1971 : Last Year in Viet Nam
- 1979 : Mad Man of Martinique

#### Longs métrages
- 1974 : La Reine du mal (Seizure)
- 1981 : La Main du cauchemar (The Hand)
- 1986 : Salvador
- 1986 : Platoon
- 1987 : Wall Street
- 1988 : Conversations nocturnes (Talk Radio)
- 1989 : Né un 4 juillet (Born on the Fourth of July)
- 1991 : The Doors
- 1991 : JFK
- 1993 : Entre ciel et terre (Heaven & Earth)
- 1994 : Tueurs nés (Natural Born Killers)
- 1995 : Nixon
- 1997 : U-Turn
- 1999 : L'Enfer du dimanche (Any Given Sunday)
- 2004 : Alexandre (Alexander)
- 2006 : World Trade Center
- 2008 : W. : L'Improbable Président (W.)
- 2010 : Wall Street : L'argent ne dort jamais (Wall Street: Money Never Sleeps)
- 2012 : Savages
- 2016 : Snowden

#### Documentaires
- 2003 : Comandante
- 2003 : Persona non grata
- 2004 : Looking for Fidel (téléfilm)
- 2009 : South of the Border
- 2013 : Une autre histoire de l'Amérique (Oliver Stone's Untold History of the United States) (série TV)
- 2014 : Mi amigo Hugo
- 2017 : Conversations avec Monsieur Poutine (The Putin Interviews)
- 2021 : JFK : L'enquête (JFK Revisited: Through the Looking Glass)
- 2022 : Nuclear Now
- 2024 : Lula

### Scénariste
- 1971 : Last Year in Viet Nam (court-métrage)
- 1974 : La Reine du mal (Seizure)
- 1978 : Midnight Express d'Alan Parker
- 1981 : La Main du cauchemar (The Hand)
- 1982 : Conan le Barbare (Conan the Barbarian) de John Milius
- 1983 : Scarface de Brian De Palma
- 1985 : L'Année du dragon (Year of the Dragon) de Michael Cimino
- 1986 : Huit Millions de façons de mourir (Eight Million Way to die) de Hal Ashby
- 1986 : Salvador
- 1986 : Platoon
- 1987 : Wall Street
- 1988 : Conversations nocturnes (Talk Radio)
- 1989 : Né un 4 juillet (Born on the Fourth of July)
- 1991 : The Doors
- 1991 : JFK
- 1993 : Entre ciel et terre (Heaven & Earth)
- 1994 : Tueurs nés (Natural Born Killers) (d'après un scénario de Quentin Tarantino)
- 1995 : Nixon
- 1996 : Evita d'Alan Parker
- 1999 : L'Enfer du dimanche (Any Given Sunday)
- 2003 : Comandante
- 2003 : Persona non grata
- 2004 : Alexandre (Alexander)
- 2010 : Wall Street : L'argent ne dort jamais (Wall Street: Money Never Sleeps)
- 2012 : Savages
- 2013 : Une autre histoire de l'Amérique série TV (The Untold history of the United States)
- 2016 : Snowden

### Producteur
- 1986 : Salvador
- 1989 : Né un 4 juillet
- 1990 : Blue Steel de Kathryn Bigelow
- 1991 : Le Mystère von Bülow de Barbet Schroeder
- 1991 : JFK
- 1992 : Zebrahead de Anthony Drazan
- 1992 : South Central (en) de Steve Anderson (en)
- 1993 : Entre ciel et terre
- 1994 : The New Age de Michael Tolkin
- 1995 : Nixon
- 1996 : Killer : Journal d'un assassin de Tim Metcalfe (Producteur exécutif)
- 1996 : Larry Flynt (The People VS. Larry Flynt) de Miloš Forman
- 1996 : Cold Around the Heart de John Ridley
- 1997 : Freeway de Matthew Bright (Producteur exécutif)
- 1998 : Savior de Predrag Antonijevic
- 1999 : Le Corrupteur de James Foley (Producteur exécutif)
- 1999 : L'Enfer du dimanche (Producteur exécutif)
- 2003 : S.W.A.T. unité d'élite de Clark Johnson
- 2003 : Persona non grata
- 2006 : World Trade Center
- 2010 : Wall Street : L'argent ne dort jamais (Wall Street: Money Never Sleeps)
- 2013 : Une autre histoire de l'Amérique, série TV (The Untold history of the United States)
- 2016 : L'Ukraine en feu de Igor Lopationok
- 2019 : Révélant l'Ukraine de Igor Lopationok

### Acteur
- 1986 : Platoon : le général qui explose à la fin
- 1987 : Wall Street : un agent de change
- 1989 : Né un 4 juillet : un reporter
- 1991 : The Doors : le professeur de cinéma de Jim Morrison
- 1992 : Our Hollywood education de Michael Beltrami : lui-même
- 1992 : Président d'un jour d'Ivan Reitman : lui-même
- 1999 : L'Enfer du dimanche : un commentateur sportif
- 2005 : Torrente 3: El protector de Santiago Segura
- 2010 : Wall Street : L'argent ne dort jamais : un investisseur

## Distinctions

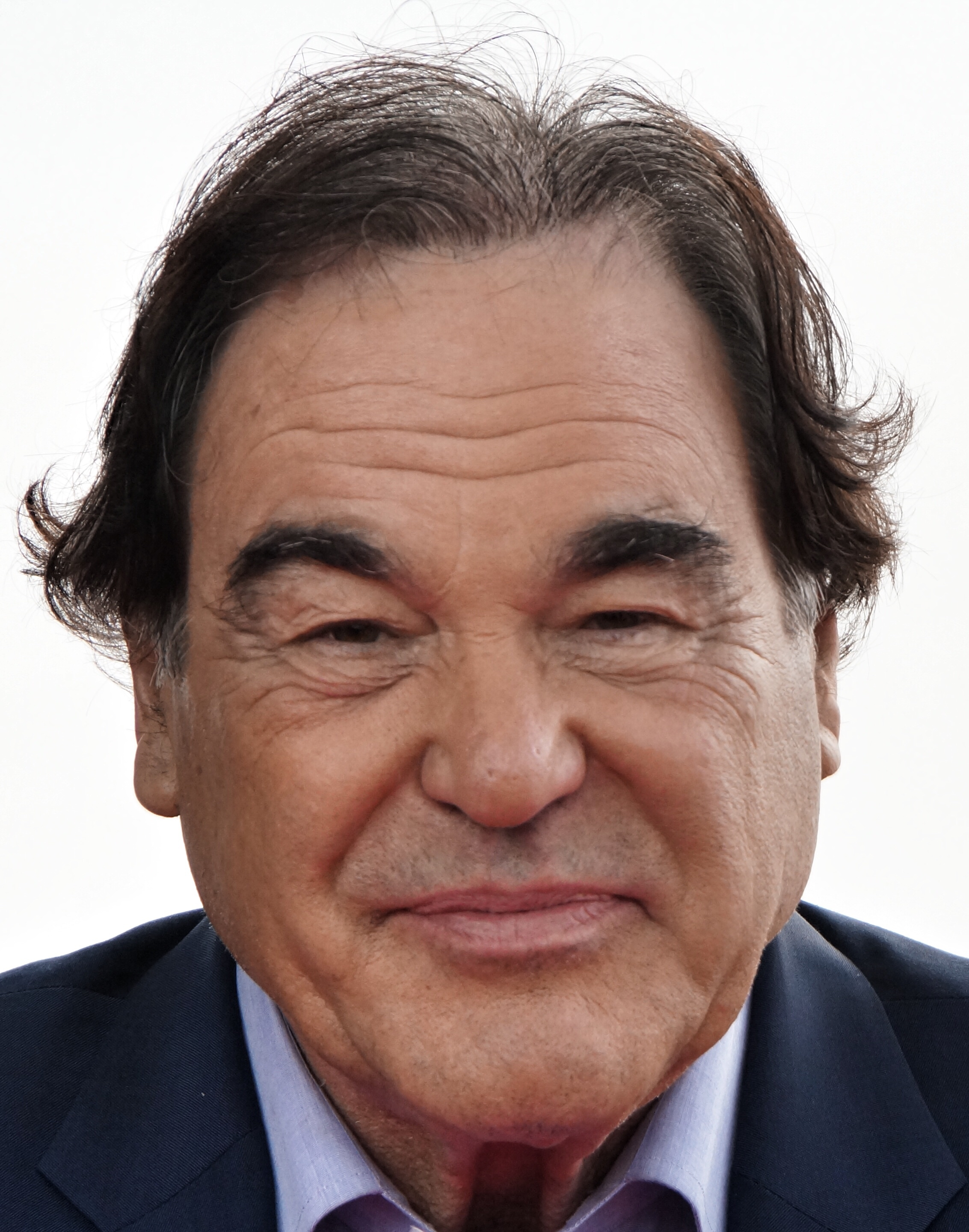
Oliver Stone récompensé pour l'ensemble de sa carrière à Sitges, en octobre 2015.

| Année | Cérémonie                            | Prix                                               | Film                           |
| ----- | ------------------------------------ | -------------------------------------------------- | ------------------------------ |
| 1978  | Oscars                               | Oscar du meilleur scénario adapté                  | Midnight Express               |
| 1986  | Oscars                               | Oscar du meilleur film                             | Platoon                        |
| 1986  | Oscars                               | Nomination à l'Oscar du meilleur scénario original | Platoon                        |
| 1986  | Oscars                               | Oscar du meilleur réalisateur                      | Platoon                        |
| 1986  | Oscars                               | Nomination à l'Oscar du meilleur scénario original | Salvador                       |
| 1989  | Oscars                               | Nomination à l'Oscar du meilleur film              | Né un 4 juillet                |
| 1989  | Oscars                               | Oscar du meilleur réalisateur                      | Né un 4 juillet                |
| 1989  | Oscars                               | Nomination à l'Oscar du meilleur scénario adapté   | Né un 4 juillet                |
| 1991  | Oscars                               | Nomination à l'Oscar du meilleur film              | JFK                            |
| 1991  | Oscars                               | Nomination à l'Oscar du meilleur réalisateur       | JFK                            |
| 1991  | Oscars                               | Nomination à l'Oscar du meilleur scénario adapté   | JFK                            |
| 1995  | Oscars                               | Nomination à l'Oscar du meilleur scénario original | Nixon                          |
| 2012  | Festival de Saint-Sébastien 2012     | Prix Donostia                                      | pour l'ensemble de sa carrière |
| 2013  | Festival du film subversif de Zagreb |                                                    | pour l'ensemble de sa carrière |

## Publications
- Conversations avec Poutine, Albin Michel, 2017
- A la recherche de la lumière, L'observatoire Eds De, 2020, autobiographie

## Décorations
- Médaille Bronze Star (États-Unis) ;
- Médaille Purple Heart (États-Unis) ;
- Air Medal (États-Unis) ;
- Médaille d'honneur de l'armée (États-Unis) ;
- Commandeur de l'ordre du Mérite intellectuel (Maroc)[31]